# Neocyttus
Genre
Neocyttus est un genre de poissons de l'ordre des Zeiformes et de la famille des Oreosomatidae.

## Liste des espèces
- Neocyttus acanthorhynchus Regan, 1908.
- Neocyttus helgae (Holt & Byrne, 1908).
- Neocyttus psilorhynchus Yearsley & Last, 1998.
- Neocyttus rhomboidalis Gilchrist, 1906 - saint-pierre